# Atina
Atina és un comune (municipi) d'Itàlia, a la província de Frosinone, a la regió del Laci.
A 1 de gener de 2019 tenia 4.247 habitants.

## Història
Antigament va ser una ciutat dels volscs, situada dalt d'un turó prop del naixement del riu Melpis, a unes 12 milles romanes al sud-est de Sora. Virgili diu que era una ciutat molt poderosa, abans de la fundació de Roma.
Al segle iv aC va passar als samnites i el 313 aC la va conquerir el cònsol romà Gai Juni Bubulc Brut. L'any 293 aC va tornar a mans dels samnites i els romans van assolar el seu territori però no van atacar la ciutat. No és conegut quan la van ocupar definitivament però la van tractar durament i es va constituir en prefectura, rang que va mantenir fins i tot després que els ciutadans fossin admesos a la ciutadania romana sense sufragi. Segons Ciceró al seu temps era una ciutat rica i amb molta població i tenia un tracte gairebé similar que el que els romans li donaven a Túsculum. Va ser el lloc de naixença de Gneu Planci, amic i client de Ciceró. Més tard va ser finalment considerada municipi al començament de l'Imperi. Neró hi va establir una colònia militar però mai va tenir el rang de colònia.
Sili Itàlic parla de la ciutat i diu que era frígida a l'hivern, per estar situada a una certa altura i rodejada de muntanyes. Les seves antigues muralles, construïdes amb blocs poligonals, però ben tallades i ben encaixades, comprenien tot el cim del turó. La seva extensió i magnitud confirmen la seva importància en temps molt primerencs. De l'època romana hi ha restes d'un aqüeducte, els basaments d'un temple i fragments d'altres edificis, a més de nombrosos monuments i inscripcions sepulcrals.